# Villa Venezia
Villa Venezia è un edificio storico di Ortisei, opera dell'artista Johann Batista Moroder–Lusenberg, detto "Batista de Trinadianesch", realizzata tra 1903 e 1905 sulla strada centrale del paese.
Si tratta di un intervento in stile neorinascimentale, ispirato all'architettura veneziana, oggi tutelato.